# Cao Kun
Cao Kun o Ts'ao K'un (cinese tradizionale: 曹錕; cinese semplificato: 曹锟; pinyin: Cáo Kūn) (Tientsin, 12 dicembre 1862 – Tientsin, 15 maggio 1938) è stato un generale, politico e signore della guerra cinese, presidente della Repubblica di Cina dal 1923 al 1924 e comandante dell'Esercito Beiyang, legato alla Cricca di Zhili. Lavorò anche come fiduciario dell'Università Cattolica Fu Jen a Pechino.

## Biografia

### Carriera militare
Cao Kun nacque da una famiglia povera di Tientsin nel 1862 e le non agiate condizioni economiche gli impedirono di intraprendere gli esami imperiali. Tuttavia, si unì all'esercito durante la Prima guerra sino-giapponese del 1894 di stanza a Choson. Una volta tornato in Cina, venne notato dal generale Yuan Shikai, il quale lo volle nell'Esercito Beiyang; l'ammirazione di Yuan permise a Cao di intraprendere una fulminante carriera che lo portò presto ai vertici dell'esercito.
Quando Yuan Shikai si autoproclamò imperatore, Cao ruppe con lui, legandosi alla cricca di Zhili del generale Feng Guozhang. A seguito della morte di Yuan e della sua deposizione come imperatore, Cao fu promosso a generale e l'anno successivo, dopo la morte di Feng Guozhang, assunse il controllo della cricca di Zhili.

### La scalata al potere
Nonostante la storica rivalità fra la cricca di Zhili e quella di Anhui, Cao riuscì a raggiungere un accordo con Duan Qirui in occasione delle elezioni del 1918: il primo ministro gli promise infatti la vicepresidenza. Tuttavia, l'Assemblea nazionale boicottò le elezioni e Cao non fu in grado di raggiungere il quorum necessario.
Duan, la cui autorità era già in bilico a causa di un drastico calo di popolarità, non volle imporre Cao e quindi gli impose di rinunciare. Tuttavia, il generale si sentì tradito e non si rassegnò: nel 1920, la cricca di Zhili affrontò la cricca di Anhui, sconfiggendola in luglio e costringendo Duan Qirui a lasciare Pechino.
Inizialmente, impegnato a stanare le ultime forze della cricca di Anhui, Cao sostenne prima Xu Shichang e poi Li Yuanhong come presidenti fantoccio, ma nel 1923 (un anno dopo avere sconfitto la cricca del Fengtian) decise di divenire egli stesso presidente della Repubblica: il 10 ottobre fu insediato nella carica.

### Il "presidente corruttore"
L'ascesa alla presidenza di Cao è assai controversa, in quanto egli verso cospicue somme in denaro per ogni deputato dell'Assemblea; pare che egli avesse donato ben 5.000 dollari d'argento per ognuno. Questa elevata corruzione lo portò in contrasto con i suoi stessi alleati, fra cui il generale Wu Peifu, il suo migliore comandante militare. Anche all'interno del governo sorsero dei malcontenti, in quanto Cao si occupò più della propria lotta personale contro i signori della guerra, piuttosto che della stabilizzazione della grave situazione interna. Gli sforzi di Cao erano particolarmente impegnati contro l'Esercito Rivoluzionario Nazionale di Sun Yat-sen.
Nell'ottobre 1924 scoppiò la Seconda guerra Zhili-Fengtian e Cao inviò Wu Peifu ad occuparsi delle forze avversarie. Quello che Cao non sapeva era che la guerra sarebbe stata l'occasione d'oro per i suoi nemici interni: il 23 ottobre, il generale Feng Yuxiang mise a punto il colpo di Pechino e pose Cao agli arresti domiciliari, costringendolo a dimettersi il 2 novembre. Questo minò anche il controllo di Cao sulla cricca di Zhili, mentre Feng richiamò al potere l'antico rivale dello stesso Cao, Duan Qirui.
Due anni dopo, in un tentativo di ammorbidire i rapporti con la cricca di Zhili, Feng Yuxiang concesse a Cao un indulto. Questi si ritirò nella propria abitazione di Tientsin, dove rimase fino alla morte, avvenuta nel 1938.